# سورن اندرسن
سورن اندرسن (انگلیسی: Søren Andersen؛ زادهٔ ۳۱ ژانویهٔ ۱۹۷۰) بازیکن فوتبال اهل دانمارک است که در پست مهاجم بازی می‌کند.
وی همچنین در تیم‌های ملی فوتبال زیر ۱۷ سال دانمارک, زیر ۱۹ سال دانمارک، زیر ۲۱ سال دانمارک، و دانمارک بازی کرده‌است.